# Arbetet (tidskrift)
För andra betydelser, se Arbetet (olika betydelser).
Arbetet (tidigare Fackföreningsrörelsen, LO-Tidningen Fackföreningsrörelsen och LO-Tidningen) är en tidskrift som är främst riktad till förtroendevalda inom Landsorganisationens (LO) medlemsförbund, samt politiker och opinionsbildare. Tidningen innehåller nyheter inom den fackliga världen och arbetsmarknadsfrågor. Från 1994 gavs den ut av LO-tidningen AB. I mars 2012 bytte den namn från LO-Tidningen till Arbetet. Sedan 2015 är den en del av LO Mediehus.
Sigfrid Hansson var tidningens första chefredaktör, mellan 1921 och 1937. Yonna Waltersson är sedan 2016 chefredaktör, och politisk redaktör är sedan 2021 Daniel Swedin.

## Historik
Tidningen startades 1920 under namnet Fackföreningsrörelsen och kom ut med sitt första nummer 1921. Det var då en akademisk och teoretisk tidskrift med längre utredande och analyserande artiklar. Landsorganisationen (LO) behövde tidskriften för att lyfta fram bakgrundsmaterial och krav som man förde i olika diskussioner. 
Men med åren hittade LO andra former för att nå ut med den informationen, bland annat genom LO:s fackenheter, informationsavdelningen och LO Idédebatt. Därför bestämde landssekretariatet sig för att förändra tidskriftens uppdrag och göra en nysatsning. Den gjorde LO 1976 och lyfte samtidigt fram det journalistiska uppdraget. I och med det bytte tidningen format till tabloid och namn till LO-Tidningen Fackföreningsrörelsen.
En uppmärksammad rubrik var den 1976 om löntagarfonderna med förstasidan "Med fonderna tar vi över successivt".
1991 förenklades namnet till LO-Tidningen, och sedan 1994 ges den ut av ett aktiebolag som LO äger. I styrelsen för aktiebolaget ingår förbundsrepresentanter och ledamöter som ska tillföra journalistisk och tidningsekonomisk kompetens.
I mars 2012 bytte LO-Tidningen namn till Arbetet, efter den nedlagda socialdemokratiska dagstidningen med samma namn, som lades ned år 2000.
2019 gick Arbetet ner i utgivning från 46 nummer per år till 15 nummer per år. I stället för en veckotidning blev den ett magasin, som utkommer var tredje vecka.